# Église Sant'Anna a Bagnoli
L'église Sant'Anna a Bagnoli est une  église de Naples, située dans le quartier Bagnoli.
Elle a été construite en 1918 par l'ingénieur Giuseppe Lepre, grâce à l'engagement de sœur Giuliana Marcellino qui a utilisé l'argent provenant des offrandes des fidèles.
La consécration solennelle de l'édifice religieux eut lieu le 26 mai 1929, tandis qu'en 1970 il subit une importante restauration.
Parmi les œuvres à l'intérieur, on retient une représentation en papier mâché polychrome de sainte Anne (XIXe siècle), d'un artiste inconnu.
L'église appartient au diocèse de Pouzzoles.